# ツォウ語群
ツォウ語群（ツォウごぐん）はオーストロネシア語族の台湾の一部で話される言語を含む小語族である。ツォウ語派とも。
- ツォウ語（Tsou,Cou 総話者数： 6000人強（2006年）

- カナカナブ語（Kanakanabu）総話者数： 6 - 8人

- サアロア語（Saaroa）総話者数： 不明

ツォウ語を除きカナカナブ語や、サアロア語は中国語やブヌン語に押されて消滅寸前である。